# Мозалевский, Анатолий Васильевич
Анатолий Васильевич Мозалевский — советский хозяйственный, государственный и политический деятель.

## Биография
Родился в 1903 году. Член КПСС с 1938 года.
С 1924 года — на хозяйственной, общественной и политической работе. В 1924—1984 гг. — инженер на Харьковском электромеханическом заводе, главный инженер Уфимского завода низковольтной аппаратуры, заместитель главного инженера по аппаратостроению, начальник СКБ, главный инженер, заместитель директора завода «Электросила» им. С. М. Кирова, директор Ленинградского приборостроительного завода, генеральный директор Ленинградского электромашиностроительного объединения «Электросила» им. С. М. Кирова, старший преподаватель ленинградского филиала Института повышения квалификации руководящих работников и специалистов электротехнической промышленности Министерства электротехнической промышленности СССР.
Делегат XXII съезда КПСС.
За создание гидрогенераторов для Братской ГЭС был в составе коллектива удостоен Государственной премии СССР в области науки и техники 1967 года.
Умер в 1998 году.